# Markaz Ţāmiyah
Markaz Ţāmiyah (arabiska: مركز طامية) är en region i Egypten.   Den ligger i guvernementet Faijum, i den centrala delen av landet, 70 km söder om huvudstaden Kairo.